# Aseptis catalina
Aseptis catalina är en fjärilsart som beskrevs av Smith 1899. Aseptis catalina ingår i släktet Aseptis och familjen nattflyn. Inga underarter finns listade i Catalogue of Life.